# Far Corner
Far Corner is een Amerikaanse jazz-rockband, geformeerd in de lente van 2003 in Milwaukee, Wisconsin. 
Het is een kwartet bestaande uit :
- William Kopecky – basgitaren;
- Angele Schmidt – cello, violen en bamboefluit (soms elektronisch versterkt);
- Dan Maske – toetsen, trompet;
- Graig Walker – drums en percussie.

Ze spelen voornamelijk geïmproviseerde instrumentale muziek, die een mix is van het King Crimson van de jaren 90 van de 20e eeuw en Weather Report uit de jaren 70. De combinatie rockinstrumenten en cello geeft een zeer speciale klank, daarnaast worden complexe ritmes gespeeld. Ze omschrijven zichzelf als klassiek kamer rock kwartet; het klinkt inderdaad soms net als hardrock maar ook klassiek.

## Albums
Tot 2007 hebben zijn twee albums uitgebracht:
1. Far Corner
2. Endangered

### Far Corner (2004)
1. Silly Whim
2. Going somewhere?
3. Something out there
4. With one swipe of its mighty paw
5. Outside
6. Tracking
7. The turning
8. Fiction

### Endangered (2007)
1. Inhuman
2. Do you think I'm spooky
3. Creature council
4. Claws
5. Not from around here
6. Endangered (18 minuten).

Alle muziek van Dan Maske behalve Endangered, dat is een groepscompositie.